# استسلام اليابان
إستسلام إمبراطورية اليابان في 2 سبتمبر 1945، وجهت الأعمال العدائية من الحرب العالمية الثانية إلى نهايتها. بحلول نهاية شهر يوليو عام 1945، كانت البحرية الإمبراطورية اليابانية غير قادرة على القيام بعمليات عسكرية، وغزو الحلفاء لليابان كان وشيكا. في حين تفيد نيتهم علنا بمواصلة القتال حتى النهاية المريرة، وقادة اليابان، (في مجلس الحرب الأعلى، والمعروف أيضا باسم «الستة الكبار»)، وقد بعث القطاع الخاص توسلات إلى الاتحاد السوفيتي المحايد للتوسط إلى إحلال السلام بشروط مواتية لليابانيين. وفي الوقت نفسه، السوفيت كانوا يستعدون لمهاجمة اليابانيين، وفاء لوعودهم إلى الولايات المتحدة والمملكة المتحدة التي قدمت في مؤتمر طهران ومؤتمر يالطا. في 6 أغسطس 1945، شنت الولايات المتحدة الهجوم النووي على هيروشيما وناجازاكي بالسلاح النووي على مدينة هيروشيما. في وقت متأخر من مساء يوم 8 أغسطس 1945، وفقا لاتفاقات يالطا، ولكن في انتهاك للحرب حياد للحلف السوفيتي الياباني، وكان اتفاق بين الاتحاد السوفيتي وإمبراطورية اليابان وقعت في 13 أبريل عام 1941، بعد عامين من حرب الحدود السوفيتية اليابانية الوجيزة (1939). أعلن الاتحاد السوفييتي على اليابان، وبعد وقت قصير من منتصف الليل على أغسطس;9, 1945، الغزو السوفيتي لمنشوريا. في وقت لاحق من نفس اليوم، أقدمت الولايات المتحدة على الهجوم النووي على هيروشيما وناجازاكي، وهذه المرة على مدينة ناغاساكي. الصدمة مجتمعة من هذه الأحداث دفعت هيروهيتو إلى التدخل وطلب المجلس الاعلى للحرب لقبول شروط قوات الحلفاء (الحرب العالمية الثانية) التي وضحت في إعلان بوتسدام لإنهاء الحرب. بعد عدة أيام أخرى من المفاوضات وراء الكواليس وانقلاب فاشل، وجه الإمبراطور هيروهيتو خطاب إذاعي سجل في جميع أنحاء الإمبراطورية في 15 أغسطس اب. في خطابه الإذاعي، دعا البث الإذاعي للإمبراطور شووا في عام 1945 («إذاعة صوت جوهرة»)، أعلن استسلام اليابان للحلفاء.

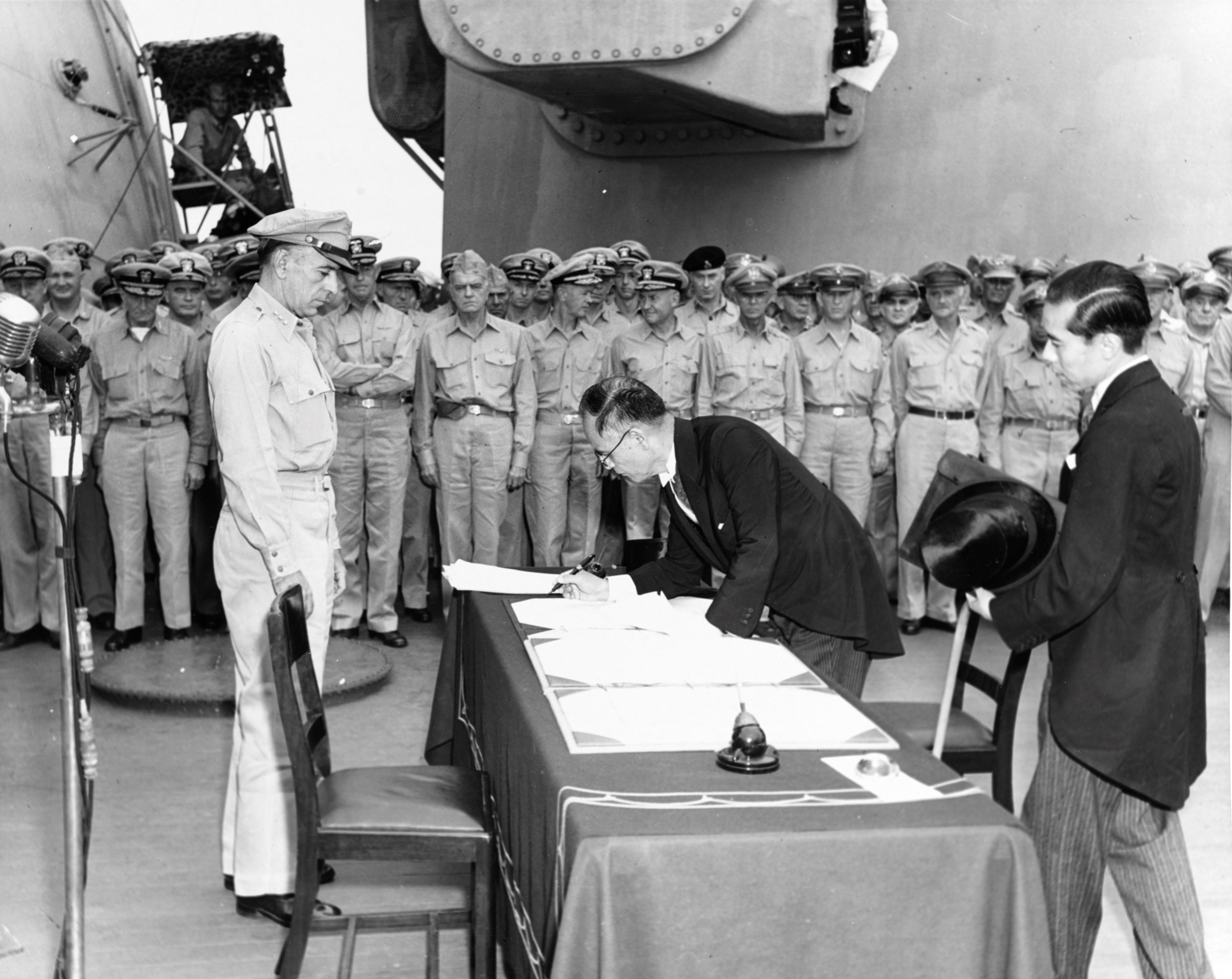
وزير الشؤون الخارجية الياباني مامورو شيجميتسو يوقع الاستسلام الياباني على متن سفينة يو اس اس ميسوري أمام الجنرال ريتشارد ك. ساذرلاند، 2 سبتمبر 1945.

وكانت اليابان قد استهدفت وضُربت بالسلاح النووي في 6 و9 أغسطس 1945 وشن الاتحاد السوفييتي الحرب على اليابان واحتل منشوريا. وفي يوم 14 أغسطس 1945، خلال اجتماع للإمبراطور وقادة يابانيين (gozenkaigi) قرروا قبول قرارات مؤتمر بوتسدام. وفي اليوم التالي، قدم إمبراطور اليابان هيروهيتو خطاب عام في الإذاعة يعلن فيه قبول الاتفاق. في الولايات المتحدة يحتفل في مثل هذا اليوم بفوزهم على اليابان، بينما يحتفل في اليابان بنهاية الحرب.
في 28 اغسطس بدأت القيادة العليا للقوات الحلفاء احتلال اليابان، وفي يوم 2 سبتمبر، وقعت الحكومة اليابانية على الاستسلام، الذي أنهى الحرب رسميا.
في 28 آب، بدأ احتلال اليابان من قبل القائد الأعلى لقوات الحلفاء أقيم حفل الإستسلام في 2 سبتمبر، على متن بارجة من بحرية الولايات المتحدةUSS Missouri (BB-63), ضم مسؤولين من الحكومة اليابانية وقعوا صك الاستسلام الياباني، وبالتالي إنهاء الأعمال العدائية. احتفل تحالف المدنيين والعسكريين على حد سواء ب يوم VJ، ونهاية الحرب؛ ومع ذلك، بعض الجنود معزولة وأفراد من امبريال اليابان قوات النائية في جميع أنحاء آسيا وجزر المحيط الهادئ رفضوا الاستسلام لشهور وسنوات بعد ذلك، وحتى بعض رفض في في 1970s. دور إلقاء القنبلتين الذريتين على استسلام اليابان، وأخلاقيات الهجومين، لا يزال ناقش.انتهت رسميا حالة الحرب بين اليابان والحلفاء عندما دخلت معاهدة سان فرانسيسكو حيز التنفيذ في 28 أبريل 1952.مرت أربع سنوات قبل أن توقع اليابان والاتحاد السوفياتي الإعلان المشترك السوفيتي الياباني 1956، والتي جلبت رسميا لدولهم نهاية الحرب.

## هزيمة وشيكة

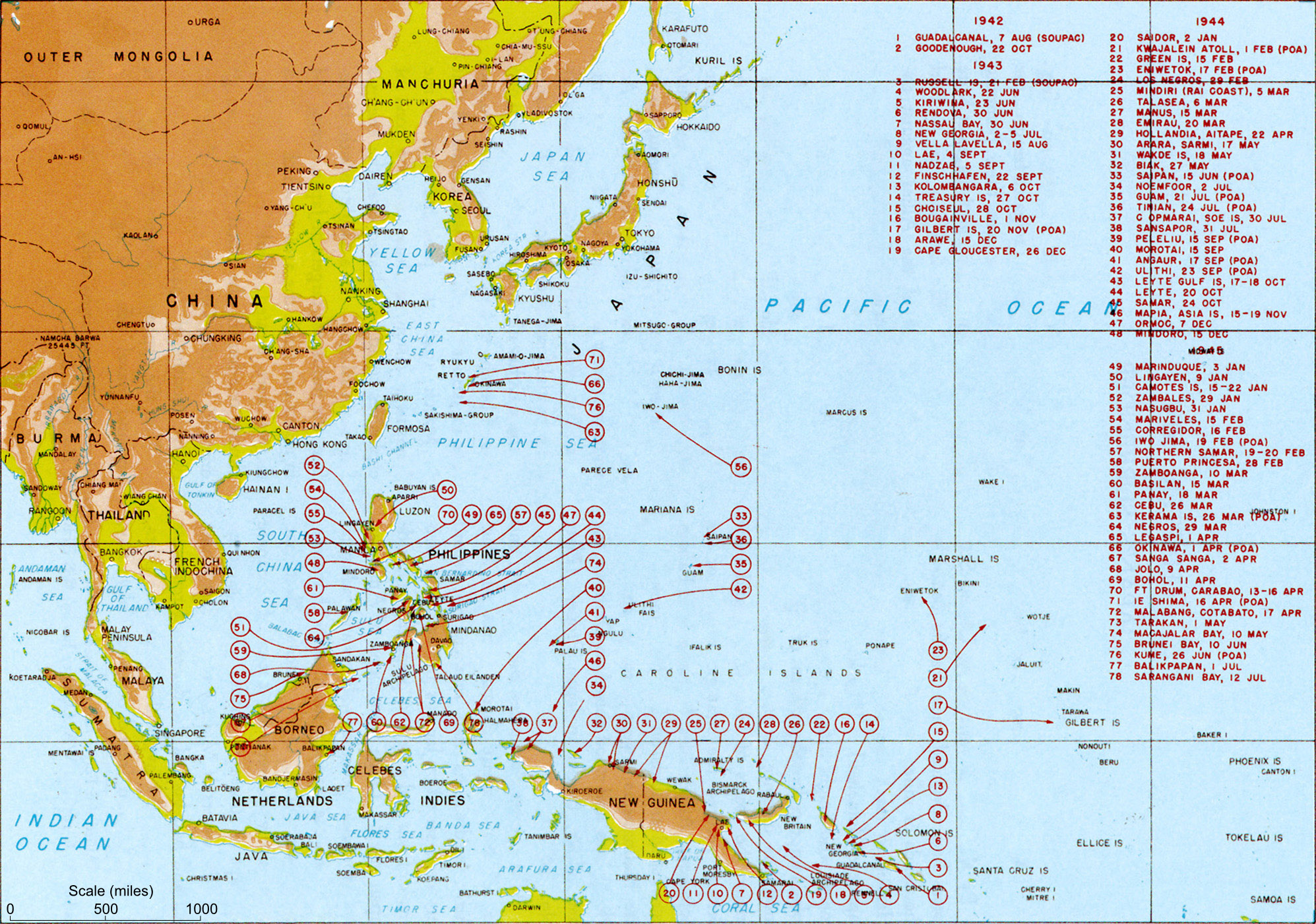
نزول الحلفاء في مسرح عمليات المحيط الهادئ، أغسطس 1942 إلى أغسطس 1945

بحلول عام 1945، كانت اليابان قد تعرضت لسلسلة متواصلة من الهزائم منذ ما يقرب من عامين في جنوب غرب المحيط الهادئ، في حملة ماريانا، وحملة الفلبين. في يوليو 1944، في أعقاب فقدان سايبان، عام هيديكي توجو تم استبدال منصب رئيس الوزراء من قبل الجنرال كوني-أكي كويسو، الذي أعلن أن الفلبين ستكون موقع معركة حاسمة. بعد الخسارة اليابانية في الفلبين، كويزو أستبدل وحل محله الأدميرال كانتارو سوزوكي. استولى الحلفاء على الجزر القريبة من ايو جيما وأوكيناوا. في النصف الأول لعام 1945 كانت أوكيناوا أن تكون مسرح عمليات عن عملية السقوط
الاسم الرمزى لخطة الحلفاء لغزو اليابان قرب نهاية الحرب العالمية الثانية، والغزو الأميركي لليابانيين الجزر الأم. بعد هزيمة ألمانيا، بدأ الاتحاد السوفياتي بهدوء إعادة نشر قوات قتالية في أوروبا إلى الشرق الأقصى، بالإضافة إلى حوالي أربعين من الوحدات التي كانت متمركزة هناك منذ عام 1941، كثقل موازن قوامها مليون من أفراد جيش كوانتونغ.
في حملة غواصات الحلفاء والتعدين من المياه الساحلية اليابانية قد دمرت إلى حد كبير الأسطول التجاري الياباني. مع القليل من الموارد الطبيعية، وكانت اليابان تعتمد على المواد الخام، وخاصة النفط، المستورد من منشوريا وأجزاء أخرى من البر الرئيسى لشرق آسيا، ومن الجزء المحرر من أراضي جزر الهند الشرقية الهولندية.  تدمير الأسطول التجاري الياباني، جنبا إلى جنب مع القصف الاستراتيجي للصناعة اليابانية، وقد دمر اقتصاد الحرب في اليابان. كان إنتاج الفحم والحديد والصلب والمطاط وغيرها من الإمدادات الحيوية لايمثل سوى جزء من ذلك قبل الحرب.

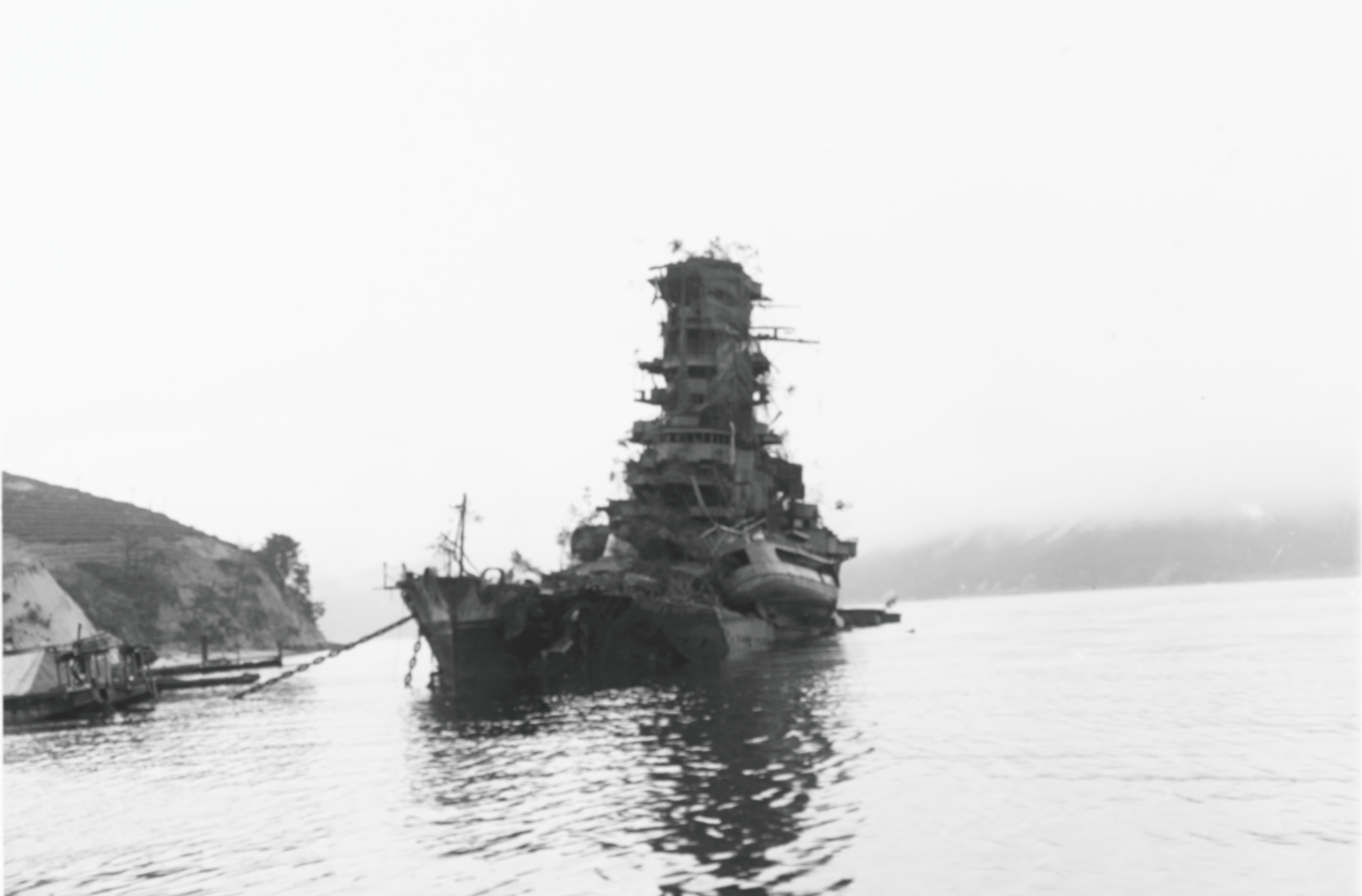
الطراد الذي أعيد بنائه غرقت في مرسى لها في القاعدة البحرية في كورى في 24 يوليو خلال سلسلة من التفجيرات.

نتيجة لحجم الخسائر التي عانت منها البحرية الإمبراطورية اليابانية (IJN) كانت قد توقفت عن أن تكون قوة قتالية فعالة. بعد سلسلة من الغارات على حوض بناء السفن اليابانية في كورى واليابان، وكانت السفن الحربية الرئيسية فقط من أجل القتال تمثل ست حاملات طائرات، وأربعة طرادات، وسفينة حربية واحدة، أي من لايمكن أن يزود بالوقود بشكل كاف. على الرغم من أن 19 من المدمرات والغواصات ال 38 كانت لا تزال قيد التشغيل، واستخدامها كان محدودا بسبب نقص الوقود.

### استعدادات الدفاع
وفي مواجهة احتمال حدوث غزو للجزر الرئيسية، بدءا من كيوشو، فقد خلصت إلى احتمال حدوث الغزو السوفياتي لمنشوريا المصدر الأخير للموارد الطبيعية اليابانية وأعلنت مجلة حرب المقر الامبراطوري:
لم يعد بإمكاننا توجيه الحرب مع أي أمل في النجاح. المسار الوحيد المتبقى لليابان بالطبع هو فقط  مائة مليون شخص يضحوا بحياتهم عن طريق فرض الأمر على العدو لجعله يفقد الرغبة في القتال.
على أنها محاولة أخيرة لوقف تقدم الحلفاء، والإمبراطورية اليابانية القيادة العليا تخطط للدفاع عن كل من كيوشو التي يطلق عليها اسم عملية كيتشوجو  كان هذا ليكون خروجا جذريا عن الدفاع في العمق الخطط المستخدمة في الغزو مثل بيليليو، وايو جيما وأوكيناوا. بدلا من ذلك، كان كل شيء يراهن على وضع موطئ قدم لهم؛ سيتم إرسال أكثر من 3,000 من الكاميكاز للهجوم على وسائل النقل البرمائية قبل نزول الجنود والشحنات على الشاطئ.
إذا لم يكن هذا كافيا لدفع الحلفاء بعيدا، فهم قد خططوا لإرسال 3,500 من الانتحاريين الآخرين جنبا إلى جنب مع 5,000 شينيو زوارق انتحارية والمدمرات والغواصات المتبقية «آخر ما تبقى من أسطول البحرية العامل» إلى الشاطئ. إذا أفلح الحلفاء خلال المعارك ووقعت كيوشو بأيديهم، فسوف تتبقى فقط 3000 طائرة للدفاع عن باقى الجزر، على الرغم من أن كيوشو سوف يتم الدفاع عنها حتى الرمق الأخير بغض النظر. عن إستراتيجية اعتبار أن الحفاظ على كيوشو للنهاية كان على افتراض إستمرار الحياد السوفياتى.
تم حفر مجموعة من الكهوف قرب ناغانو على هونشو، وهي من أكبر الجزر اليابانية. في حال الغزو، وهذه الكهوف، والمقر الامبراطوري ماتسوشيرو تحت الأرض، وكان لاستخدامه من قبل الجيش لتوجيه الحرب وإيواء الإمبراطور وعائلته.

## المجلس الأعلى لقيادة الحرب
صنع السياسة اليابانية تركزت على المجلس الأعلى للاتجاه للحرب (تم إنشاؤه في عام 1944 من قبل رئيس الوزراء في وقت سابق كونياكاى كويزو)، ما يسمى ب «الستة الكبار» وهم رئيس الوزراء، وزير الشؤون الخارجية، وزير الجيش، وزير البحرية، رئيس قائد الجيش ورئيس هيئة الأركان العامة، قائد البحرية هيئة الأركان العامة. في تشكيل حكومة سوزوكي في أبريل 1945، وتألفت عضوية المجلس من:

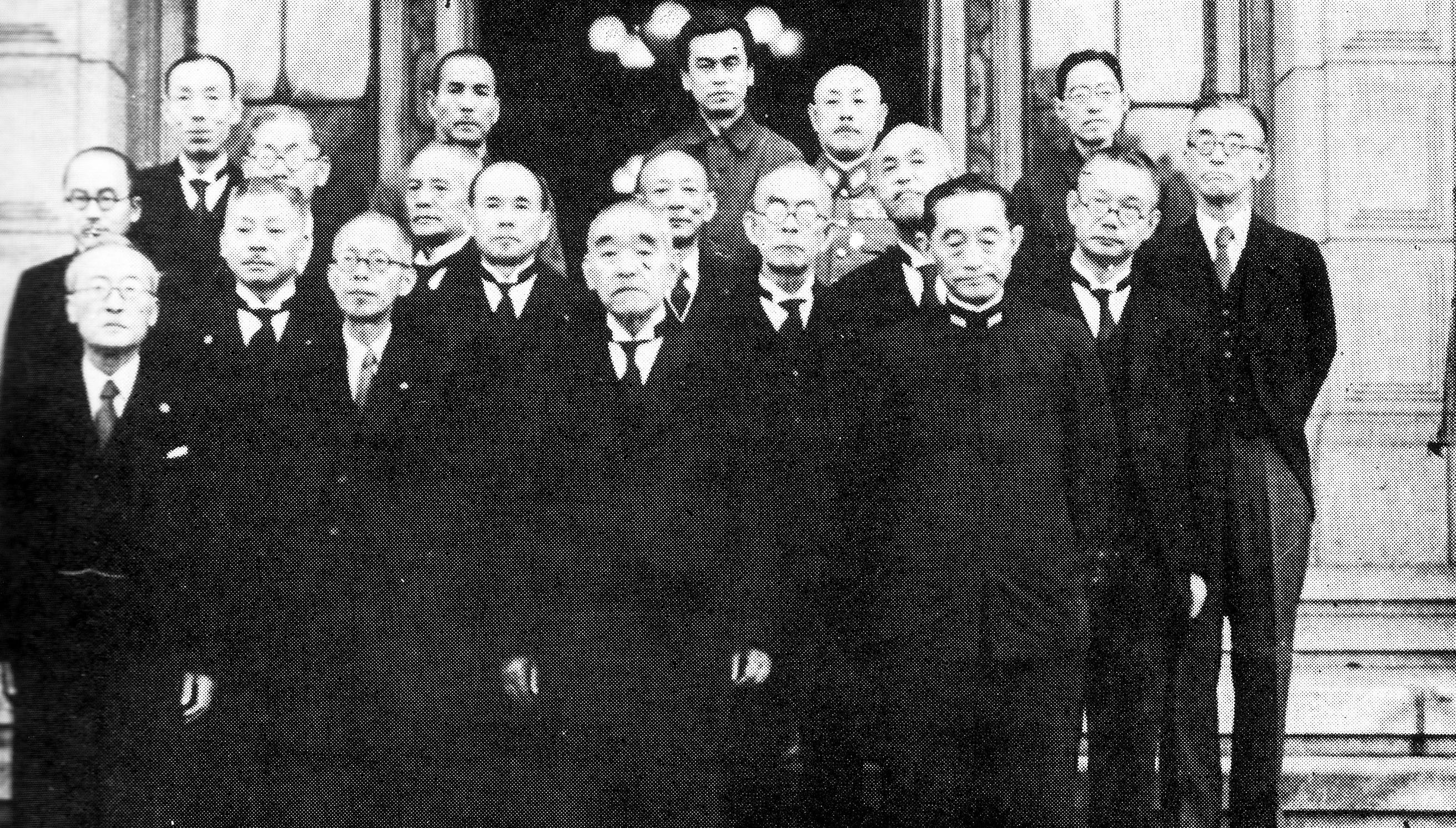
مجلس وزراء سوزوكي في يونيو 1945

- رئيس الوزراء: الأدميرال كانتارو سوزوكي
- وزير الشؤون الخارجية: Shigenori توغو
- وزير الجيش: عام Korechika أنامى
- وزير البحرية: الأدميرال ميتسوماسا يوناي
- رئيس هيئة الأركان العامة للجيش: عام Yoshijirō Umezu
- رئيس هيئة الأركان العامة البحرية: الأدميرال Koshirō أويكاوا (حل محل لاحقا من قبل الأدميرال Soemu تويودا)

وتم تعيين كل من هذه الحقائب وتسميتها من قبل الإمبراطور وكان أصحابها مسؤولون مباشرة له. ومع ذلك، من عام 1936 فإن الجيش الياباني والبحرية التي احتفظت على نحو فعال، وهو حق قانوني لترشيح (أو رفض ترشيح) الوزراء لكل منهما. وبالتالي، فإنها يمكن أن تحول دون تشكيل حكومات غير مرغوب فيها، أو عن طريق استقالة أو إحداث انهيار لحكومة حالية.
الإمبراطور هيروهيتو والسيد المسئول بريفي سل كويتشي كيدو أيضا كانوا حاضرين في بعض اللقاءات، وبعد رغبات الإمبراطور  كما ذكرت ايريس تشانغ، «أن اليابانيين دمروا عمدا، أو أخفوا أو زوروا معظم وثائقهم السرية في زمن الحرب.»

## الاستسلام

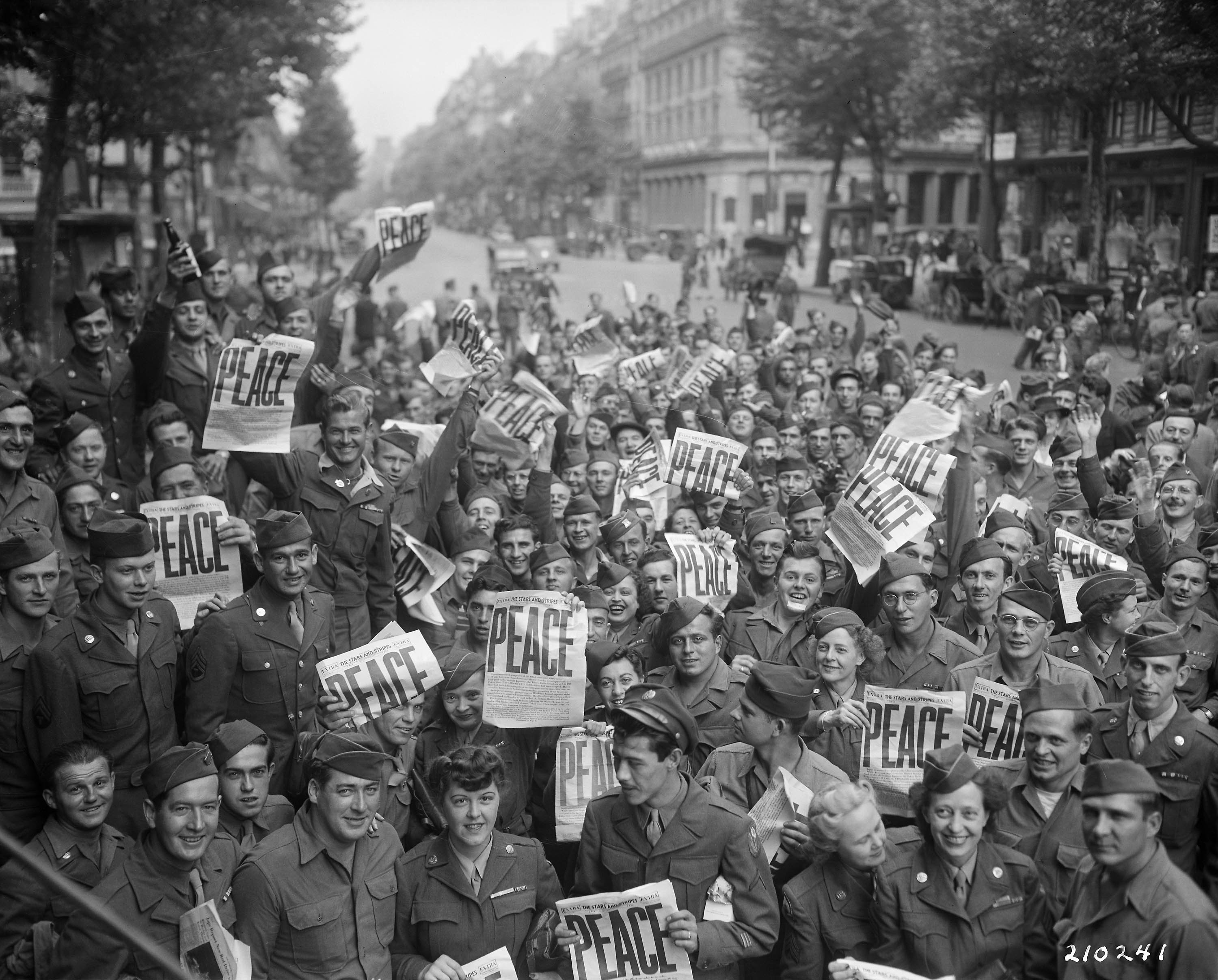
احتفال الجنود الأمريكيين في باريس بعد استسلام اليابان في الحرب العالمية الثانية (V-J Day) عام 1945

الخطاب الإذاعي الذي أعلن فيه الإمبراطور الاستسلام

في 12:00 ظهرًا بتوقيت اليابان الرسمي يوم 15 أغسطس، بُث البلاغ الإمبراطوري الذي أعلن إنهاء الحرب:
«بعد التفكّر بعمق في الاتجاهات العامة للعالم والظروف الفعلية الحاصلة في إمبراطوريتنا اليوم، قررنا تحقيق تسوية للوضع الحالي من خلال اللجوء إلى إجراء استثنائي.
أمرنا حكومتنا بأن تبلغ حكومات الولايات المتحدة وبريطانيا العظمى والصين والاتحاد السوفياتي بأن إمبراطوريتنا تقبل أحكام إعلانها المشترك.
السعي من أجل الرخاء والسعادة لجميع الأمم، وكذلك أمن ورفاه مواطنينا هو الالتزام الرسمي الذي سلمه لنا أسلافنا في الإمبراطورية والذي يقبع في قلوبنا.
في الحقيقة، أعلنا الحرب على أمريكا وبريطانيا انطلاقًا من رغبتنا الصادقة في ضمان الحفاظ على الذات في اليابان وتحقيق الاستقرار في شرق آسيا، وأبعد ما يكون عن تفكيرنا بانتهاك سيادة الدول الأخرى أو الخوض في توسيع الأراضي.
لكن الحرب استمرت ما يقارب أربع سنوات. ورغم أفضل ما قدمه الجميع- القتال الشهم للقوات العسكرية والبحرية، واجتهاد ومثابرة موظفي الدولة، والخدمة الدؤوبة من مئة مليون شخص - تطور وضع الحرب ليس لصالح اليابان بالضرورة، في حين انقلبت جميع الاتجاهات العامة في العالم ضد مصلحتها.
وعلاوة على ذلك، بدأ العدو باستخدام قنبلة جديدة وأشد ضراوة، لا تحصى قدرتها على الأذى، وتسبب خسارة الكثير من الأرواح البريئة. إذا واصلنا الكفاح، لن يؤدي ذلك إلى انهيار الأمة اليابانية وطمسها في نهاية المطاف فحسب، بل سيؤدي أيضًا إلى الانقراض التام للحضارة الإنسانية.
في هذه الحال، كيف ننقذ الملايين من مواطنينا، أو نكفّر عن أنفسنا أمام الأرواح المقدسة لأسلافنا الإمبراطوريين؟ هذا هو السبب في قبولنا أحكام الإعلان المشترك لدول التحالف.
ستكون المصاعب والمعاناة التي ستواجهها أمتنا لاحقًا كبيرة بالتأكيد. ندرك تمامًا مشاعركم العميقة، مواطنينا. ومع ذلك، تبعًا لإملاءات الوقت والمصير، عقدنا العزم على تمهيد الطريق لسلام كبير لجميع الأجيال القادمة من خلال تحمل ما لا يمكن تحمله ومقاساة ما لا يُطاق.»
بسبب نوعية التسجيل السيئة، واللغة اليابانية الكلاسيكيّة التي استخدمها الإمبراطور في البلاغ،  كان من الصعب جدًا فهم التسجيل من قبل معظم المستمعين. بالإضافة إلى ذلك، لم يذكر الإمبراطور الاستسلام بشكل صريح في خطابه. ولمنع الالتباس، أُعقب التسجيل بتوضيح فوري بأن اليابان تستسلم للحلفاء دون قيد أو شرط.
تباينت ردود فعل الجمهور على خطاب الإمبراطور –استمع الكثير من اليابانيين إليه ببساطة، ثم تابعوا حياتهم بأفضل ما يمكن، في حين فضّل بعض ضباط الجيش والبحرية الانتحار على الاستسلام. تجمع حشد صغير من الناس أمام القصر الإمبراطوري في طوكيو وبكوا، ولاحظ المؤلف جون دوير، أن الدموع التي ذرفوها «عكست مشاعر متعددة ... الكرب والندم والفجيعة والغضب من خداعهم والفراغ المفاجئ وفقدان الهدف».
في 17 أغسطس، استُبدل رئيس الوزراء سوزوكي من قبل عم الإمبراطور، الأمير هيغاشيكوني، ربما لمنع أي انقلابات أو محاولات اغتيال أخرى.
بقيت القوات اليابانية في مواجهة مع السوفييت وكذلك مع الصينيين، وكان من الصعب إدارة وقف إطلاق النار والاستسلام. حدثت آخر معركة جوية شنتها مقاتلات يابانية ضد قاذفات الاستطلاع الأميركية في 18 أغسطس. واصل الاتحاد السوفيتي القتال حتى أوائل سبتمبر، فاجتاح جزر كوريل.

## بدء الاحتلال ومراسم الاستسلام
أُعلنت أنباء قبول اليابان بشروط الاستسلام للجمهور الأمريكي عبر الإذاعة في الساعة 7 مساءً في 14 أغسطس، فأثارت احتفالات ضخمة. وابتهج المدنيون وأفراد القوات المسلحة في كل مناطق الحلفاء بخبر انتهاء الحرب. جسدت صورة يوم الانتصار على اليابان في ميدان التايمز، التي تظهر بحارًا أمريكيًا يقبل امرأة في نيويورك، ومقطع إخباري مصوّر حمل عنوان دانسينغ مان (الرجل الراقص) في سيدني الاحتفالات الفورية. ويُحتفل بيوم الانتصار على اليابان في عدد من بلدان التحالف في 14 و15 أغسطس.
فاجأ استسلام اليابان بعد الاستخدام غير المتوقع للأسلحة الذرية معظم الحكومات خارج الولايات المتحدة والمملكة المتحدة. كانت لدى الاتحاد السوفيتي بعض النية لاحتلال هوكايدو. بخلاف الاحتلال السوفيتي لألمانيا الشرقية وكوريا الشمالية، أُحبطت هذه الخطط سريعًا بسبب معارضة الرئيس ترومان.
عقب إعلان اليابان الاستسلام، بدأت القاذفات الأمريكية من طراز بي-32 دومينيتور المتمركزة في أوكيناوا بالقيام بمهمات استطلاعية فوق اليابان بهدف مراقبة امتثال اليابان لوقف إطلاق النار، وجمع المعلومات لتمكين إقامة الاحتلال على نحو أفضل، والتحقق من طاعة اليابانيين، خشية أن يكون اليابانيون يخططون لمهاجمة قوات الاحتلال.
خلال أول مهمة استطلاعية للقاذفة بي-32، تعقبتها رادارات يابانية ولكنها أتمت مهمتها دون عرقلة. وفي 18 أغسطس، تعرضت مجموعة من أربع طائرات من طراز بي-32 فوق طوكيو لهجوم من طائرات مقاتلة بحرية يابانية من منشأة أتسوغي الجوية البحرية ومطار يوكوسوكا البحري. تصرف الطيارون اليابانيون دون أذن من الحكومة اليابانية. وكانوا إما معارضين لوقف إطلاق النار أو يعتقدون أن المجال الجوي الياباني ينبغي ألّا يُنتهك قبل التوقيع على وثيقة استسلام رسمية.
لم تتعرض القاذفات سوى لأضرار طفيفة وأبعد رماتها المهاجمين. فاجأ الحادث القادة الأمريكيين ودفعهم إلى تسيير طلعات استطلاعية إضافية للتحقق من كون الهجوم حادثًا منعزلًا من قبل مقاومين يتصرفون بشكل مستقل أو أن اليابان تعتزم مواصلة القتال. في اليوم التالي، تعرضت طائرتان من طراز بي-32 كانتا في مهمة استطلاعية فوق طوكيو لهجوم شنته مقاتلات يابانية من مطار يوكوسوكا البحري، إذ تصرّف الطيارون مرة أخرى بشكل مستقل، ودمروا قاذفة واحدة. لقي أحد أفراد القاذفة حتفه وأصيب اثنان آخران . كانت تلك آخر حادثة جوية في الحرب. وفي اليوم التالي، ووفقًا لأحكام اتفاق وقف إطلاق النار، أزيلت المراوح من جميع الطائرات اليابانية، ولم تتعرض الرحلات الاستطلاعية اللاحقة للحلفاء لأية مضايقات.
غادر مسؤولون يابانيون إلى مانيلا في 19 أغسطس للقاء القائد الأعلى لقوات التحالف دوغلاس ماك آرثر والاطلاع على خططه للاحتلال. وفي 28 أغسطس، انطلق 150 من الشخصيات الأمريكية جوًا نحو أتسوغي، في كاناغاوا، وبدأ احتلال اليابان. وتبعتهم سفينة يو إس إس ميسوري، التي وضعت سفنها مشاة البحرية الرابعة على الساحل الجنوبي لكاناغاوا. نُقلت الوحدة الجوية 11 من أوكيناوا إلى مطار أتسوغي، على بعد 50 كيلومترًا (30 ميلًا) من طوكيو. وتبعت ذلك شخصيات أخرى من التحالف.
وصل ماك آرثر إلى طوكيو في 30 أغسطس، وأصدر قوانين متعددة على الفور: لا يُسمح لأفراد قوات التحالف بالاعتداء على الشعب الياباني. ولا يُسمح بتناول الطعام الياباني الشحيح. قُيد رفع علم هينومارو أو «الشمس المشرقة» بشدة.
حدث الاستسلام في 2 سبتمبر 1945، نحو الساعة 9 صباحًا بتوقيت طوكيو، عندما وقع ممثلون من إمبراطورية اليابان الصك الياباني للاستسلام في خليج طوكيو على متن يو إس إس ميسوري. حددت بعناية الشخصيات المهمة والممثلون من جميع أنحاء العالم الذين سيكونون على متن يو إس إس ميسوري. وقع وزير الخارجية الياباني شيجيميتسو باسم الحكومة اليابانية، ووقع الجنرال أوميزو باسم القوات المسلحة اليابانية.